# Oxkintoc
Oxkintoc (auch Oxkintok) ist eine bedeutende Ruinenstätte der Maya in Mexiko. Sie befindet sich auf der Halbinsel Yucatán im Bundesstaat Yucatán, rund 70 Kilometer südlich von Mérida und rund 5 Kilometer östlich der Kleinstadt Maxcanú. Die Bedeutung des Namens ist mehrdeutig: ox ist im yukatekischen Maya das Zahlwort „drei“, kin die Bezeichnung für Sonne oder Tag, während tok je nach Aussprache mehrere Bedeutungen hat.

## Forschungsgeschichte
Die erste schriftliche Erwähnung stammt bereits vom Ende des 16. Jahrhunderts, als der Franziskaner Alonso Ponce auf einer weite Teile Mexikos umfassenden Inspektionsreise Oxkintoc besichtigte. Sein Begleiter und Sekretär Antonio de Ciudad Real beschrieb Einzelheiten der Ruinen mit einiger Präzision. Der nordamerikanische Entdeckungsreisende John Lloyd Stephens hinterließ eine Schilderung des Satunsat-Gebäudes. Auch Teobert Maler, der den Ort 1893 aufsuchte, beschrieb nur wenig mehr. Die erste ausführliche Untersuchung leistete Harry E. D. Pollock. Von 1986 an war die Spanische archäologische Mission in Mexiko in Oxkintoc tätig; ihre Ergebnisse sind ausführlich veröffentlicht worden. Ab 1994 fand für einige Jahre in Oxkintoc ein großes mexikanischen Restaurierungsprogramm unter Ricardo Velázquez statt.

## Die Stadt

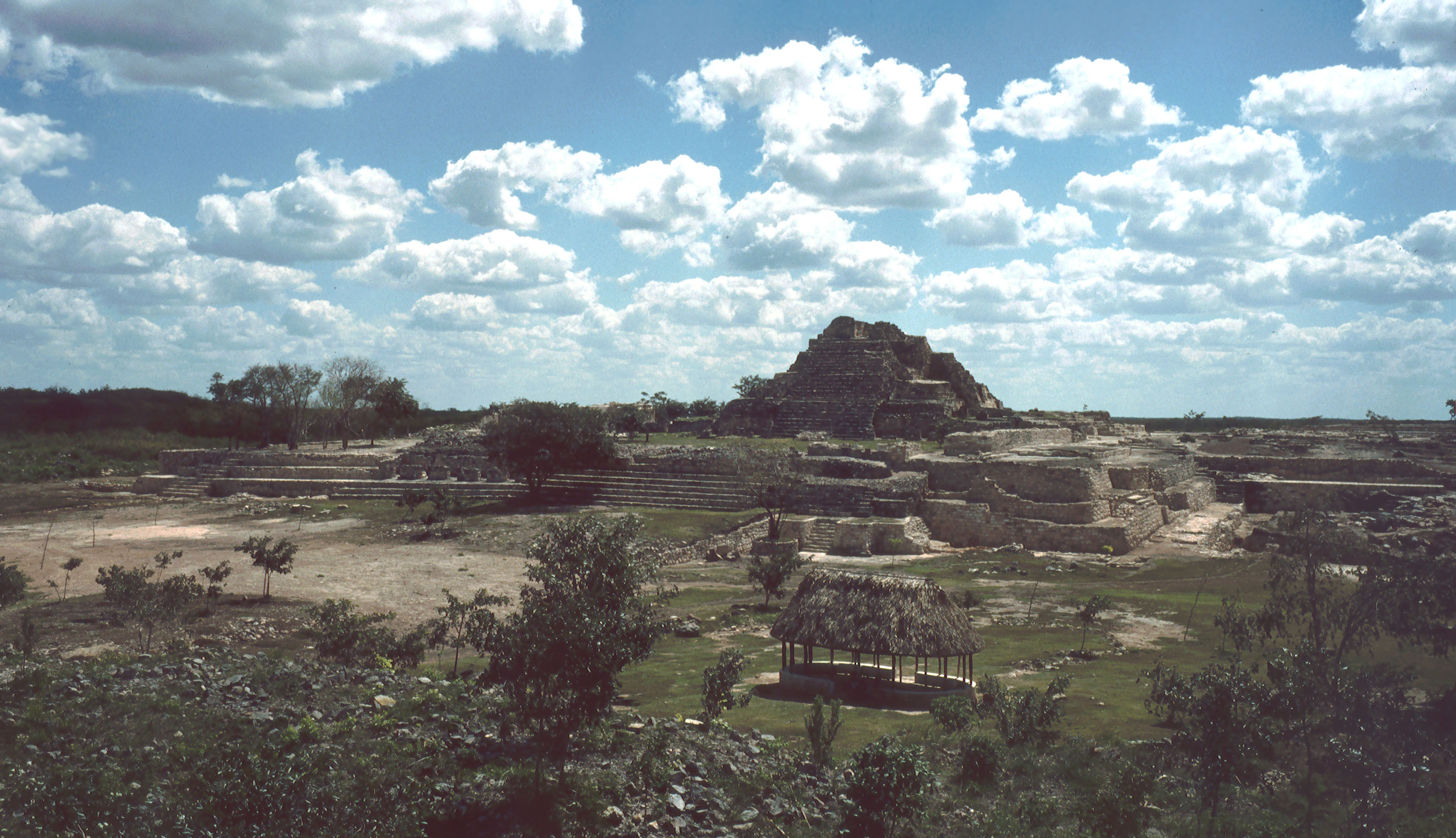
Oxkintoc, Blick auf Gruppe May von Norden

Oxkintoc ist eine in viele Gruppen von Bauten gegliederte Stadt. Sie liegt am südlichen Abhang der Hügelkette, die das Puuc-Hügelland im Norden begrenzt. In unmittelbarer Nähe befinden sich weitere, ausgedehnte Ruinenzonen, so dass die Abgrenzung zu diesen schwerfällt. Die einzelnen Gruppen tragen heute Namen, die vom spanischen Projekt vergeben wurden und die an bekannte Archäologen erinnern, sowie traditionelle lokale Bezeichnungen.
Die Bedeutung von Oxkintoc ergibt sich aus der Zeitstellung: Der Ort weist eine Besiedlungsgeschichte auf, die von spätestens 475 n. Chr. (ein Monument mit Datum der Langen Zählung) bis in die Endklassik reicht. In der archäologischen Puuc-Region sind nur in der Umgebung von Oxkintoc weitere gleich früh anzusetzende Fundorte bekannt geworden. 

## Satunsat

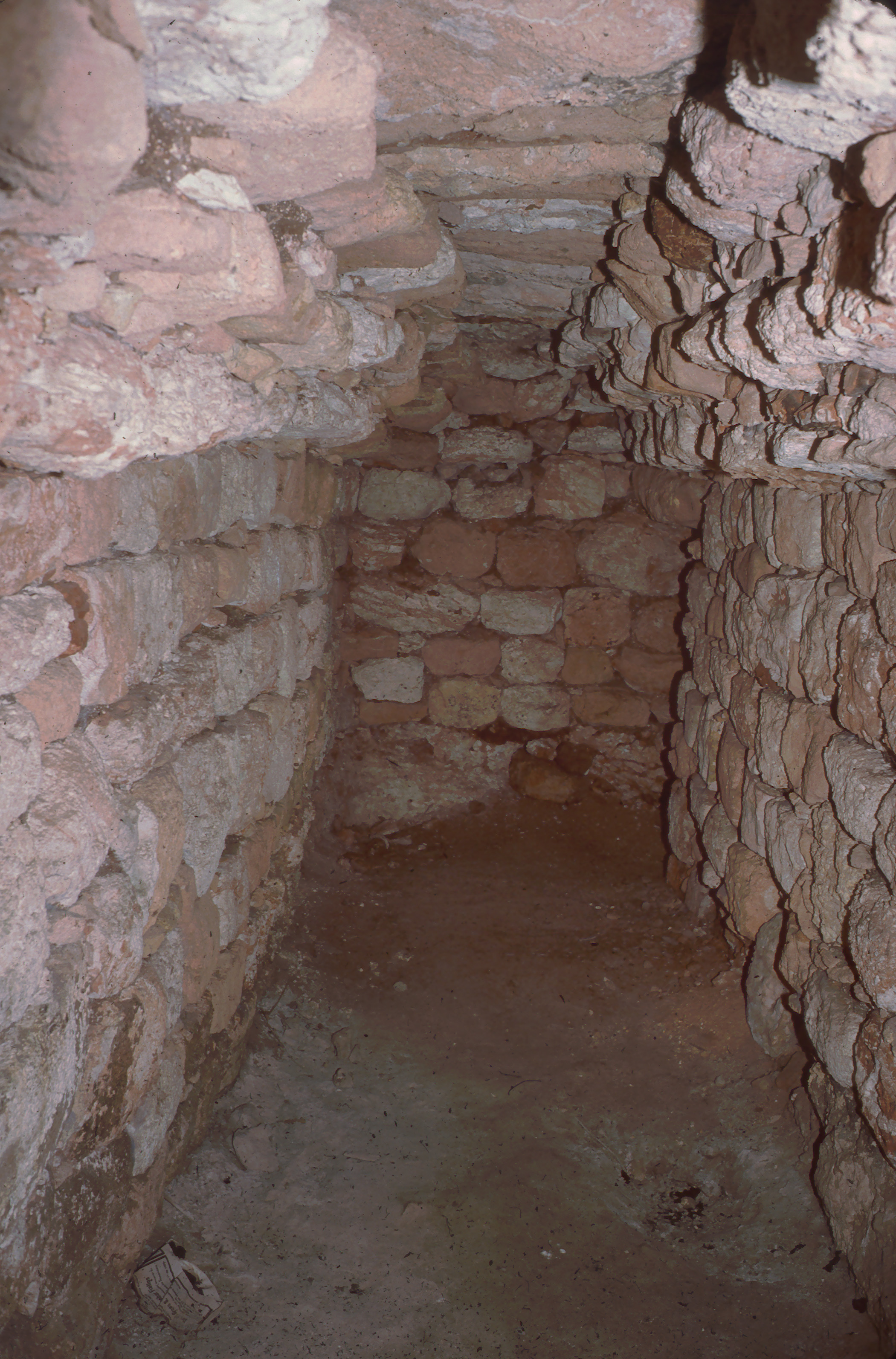
Innengang im Satunsat mit Gewölbe im frühen Oxkintoc-Stil

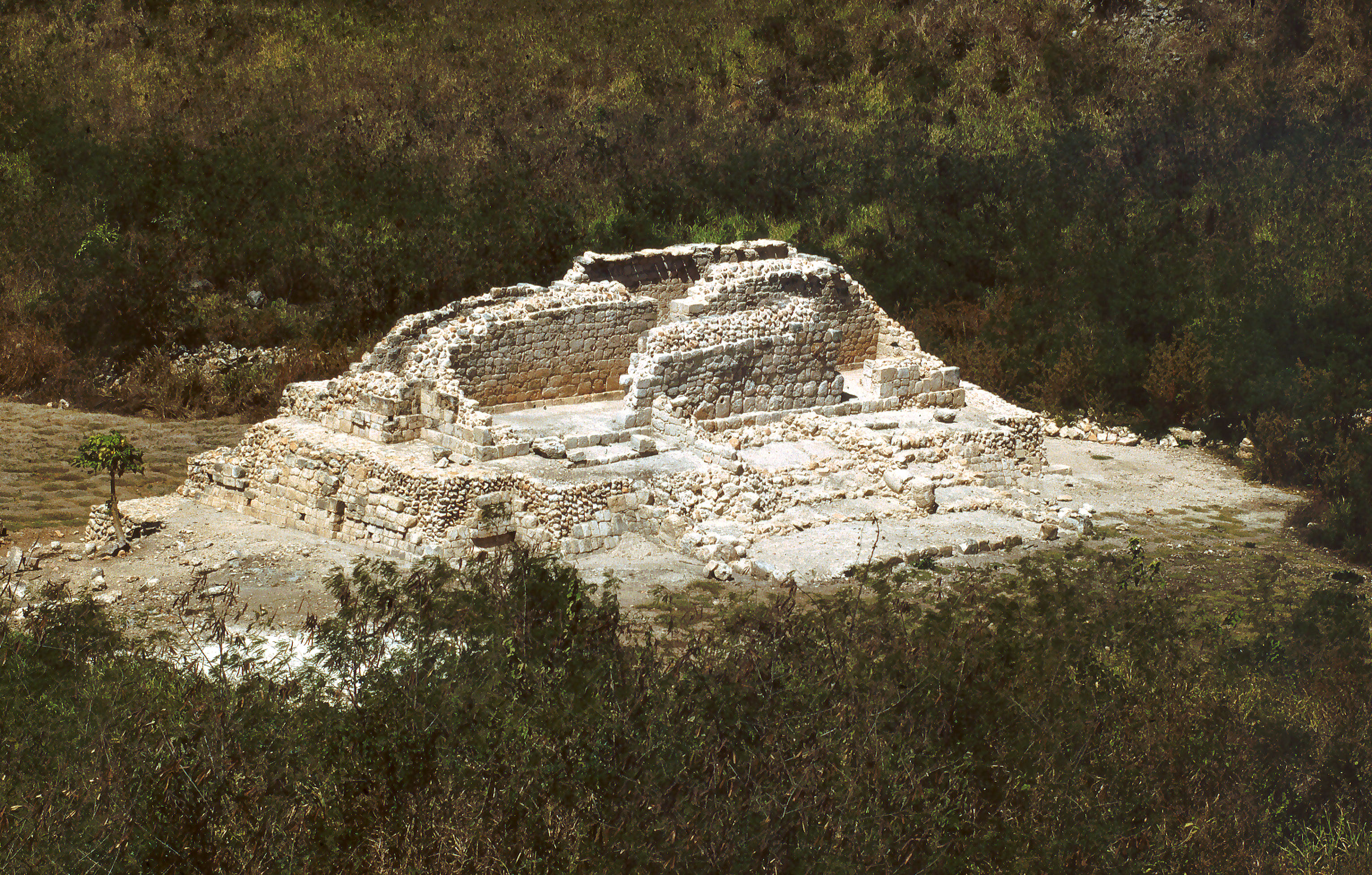
Satunsat von Südosten

Dieses Gebäude ist einzigartig in der gesamten Mayakultur. Es hat wegen seiner eigenartigen Gestalt schon früh das Interesse der Besucher auf sich gezogen, die in ihm ungeahnte Geheimnisse vermuteten. In jüngerer Zeit ist auch das dritte Stockwerk wieder teilweise restauriert worden.
Das Satunsat nimmt eine Fläche von ungefähr 20 × 10 m ein. Es liegt in einem leicht nach Osten ansteigenden Gelände, so dass seine Westseite ein Stockwerk mehr besitzt. Die Mauern sind mit einer Stärke von 1 m ungewöhnlich massiv ausgeführt. Der einzige Eingang liegt in der Mitte der völlig schmucklosen Westfassade und ist mit einer Höhe von 1,5 m sehr niedrig.
Das erste und das zweite Stockwerk besitzen je vier parallele Gänge in Nord-Süd-Richtung, die durch schmale türartige Gänge nahe der Mitte verbunden sind. Die Gänge sind relativ niedrig und weisen das typische getreppte Gewölbe des frühen Oxkintoc-Stils auf. Im ersten Stockwerk existieren am Süd- und Nordende des Gebäudes zwei Gänge in Ost-West-Richtung, die aber jeweils nur mit dem ersten oder dem letzten der parallelen Gänge Verbindung haben. Von diesen führen schmale, um Ecken gehende Treppen mit sehr hohen Stufen auf das Niveau des zweiten Stockwerks. Man kann also jeden Raum des zweiten Stockwerkes auf zwei Wegen erreichen. Über den einzigen Ost-West verlaufenden Gang des zweiten Stockwerks gelangt man zu einer mehrfach verwinkelten Treppe in einen sehr kleinen Raum auf dem dritten Niveau. Weil die Außenwände nicht mehr vorhanden sind, lässt sich nicht erkennen, ob und wie man von diesem kleinen Raum Zugang zu den drei langen Nord-Süd laufenden Räumen des dritten Stockwerkes hatte. Diese Räume unterlagen nicht mehr der Notwendigkeit, das große Gewicht darüber liegender Konstruktionen zu tragen und sind deshalb breiter gehalten.
Die ursprüngliche Funktion des Satunsat liegt im Dunkeln. Mehrere zahlreichen quer durch die Wände des zweiten Stockwerks verlaufenden Lüftungskanäle sind so gerade, dass zu bestimmten Tagen um die Äquinoktien für Momente Licht bis in die innersten Gänge fällt, so dass die Vermutung einer astronomischen Funktion nahe liegt. Es scheint eine spätere Änderung der Zweckbestimmung zu sein, wenn in den Fußboden der Gänge Opfergaben vergraben wurden und blind endende Gänge zugemauert wurden, um dort Bestattungen vorzunehmen.

## Gruppe Dzib

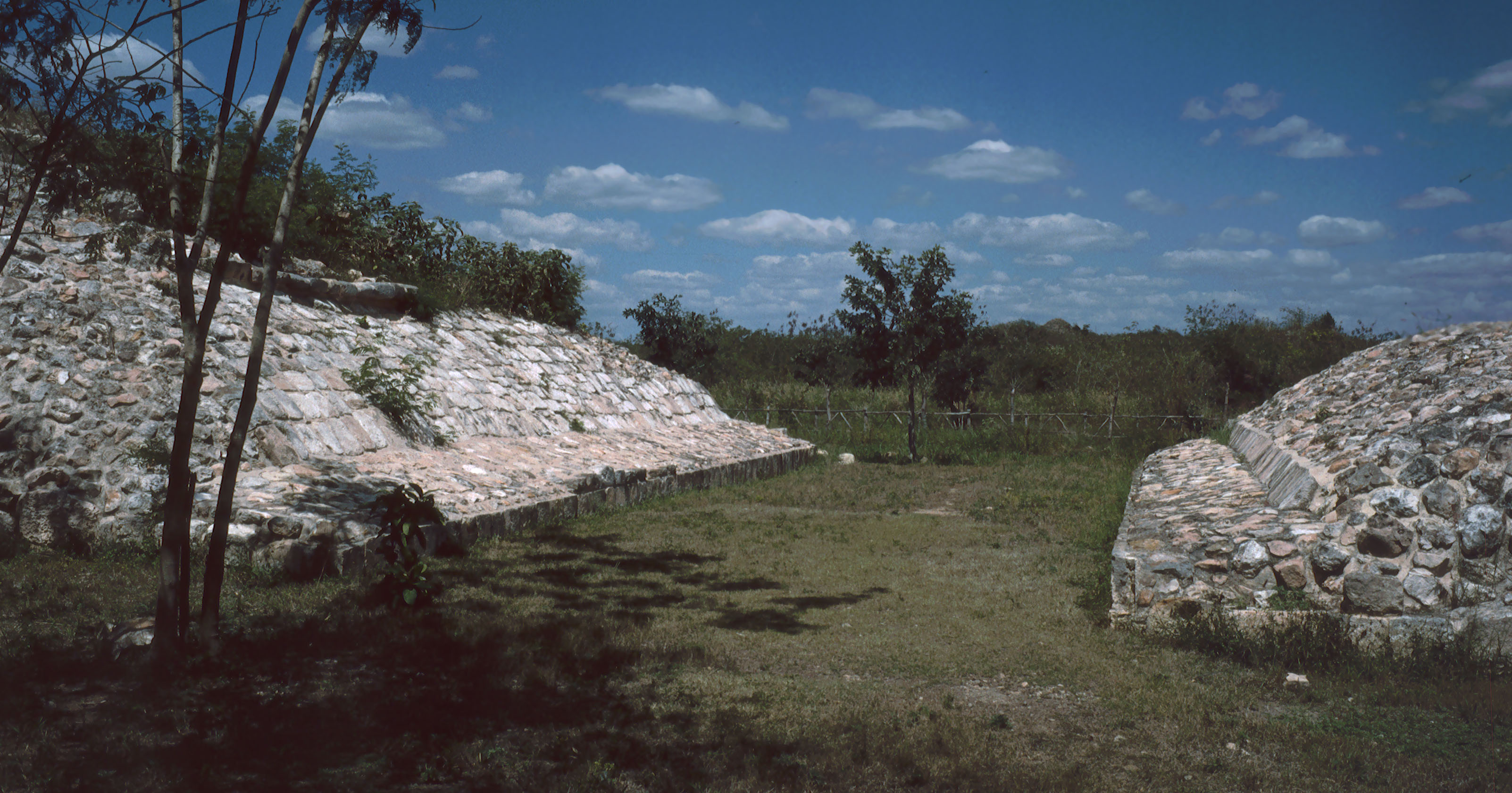
Ballspielplatz

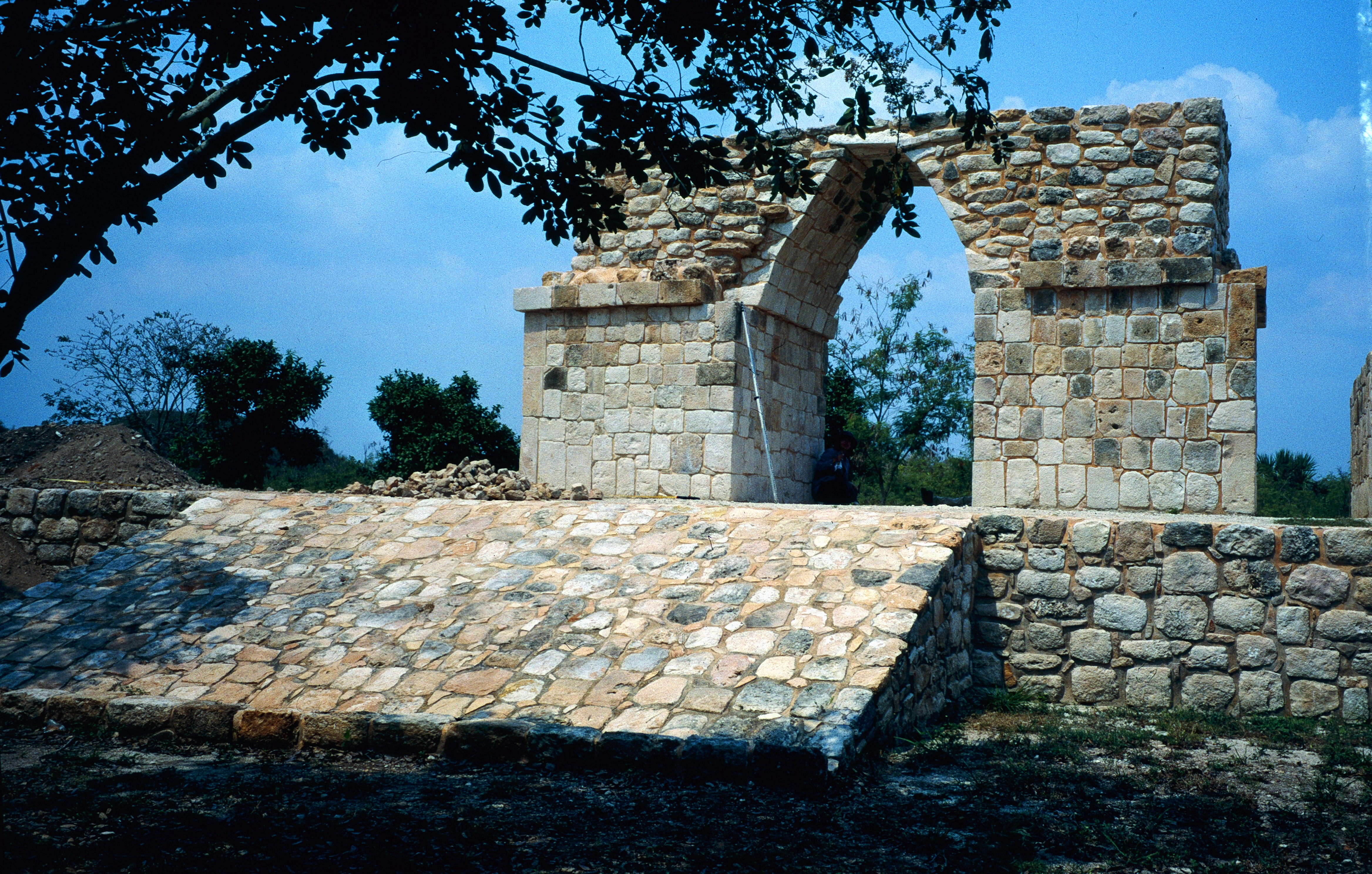
Zugangstorbogen

Von dieser aus relativ kleinen Gebäuden bestehenden Gebäudegruppe unmittelbar nördlich des Satunsat ist nur der Ballspielplatz (am nördlichen Rand der Gruppe) und südlich davon ein vermutlich dem Säulchenstil angehöriges Gebäude ausgegraben worden. Bemerkenswert ist ferner ein den Zugang zu dieser Gruppe gewährender Torbogen ebenfalls am Nordrand (der nicht mit einem Gebäude verbunden ist) und zu dem eine Rampe hinauf führt.

## Gruppe May
Die Gruppe liegt wie auch die anderen Gruppen auf einer ein bis zwei Meter über das umgebende Gelände erhöhten Plattform mit unregelmäßigem Ausmaß. Die Pyramide nimmt ungefähr die Mitte dieser Plattform ein, nach Norden, Südwesten und Südosten schließen von niedrigen Gebäuden eingefasste Höfe an.

### Pyramide MA-1

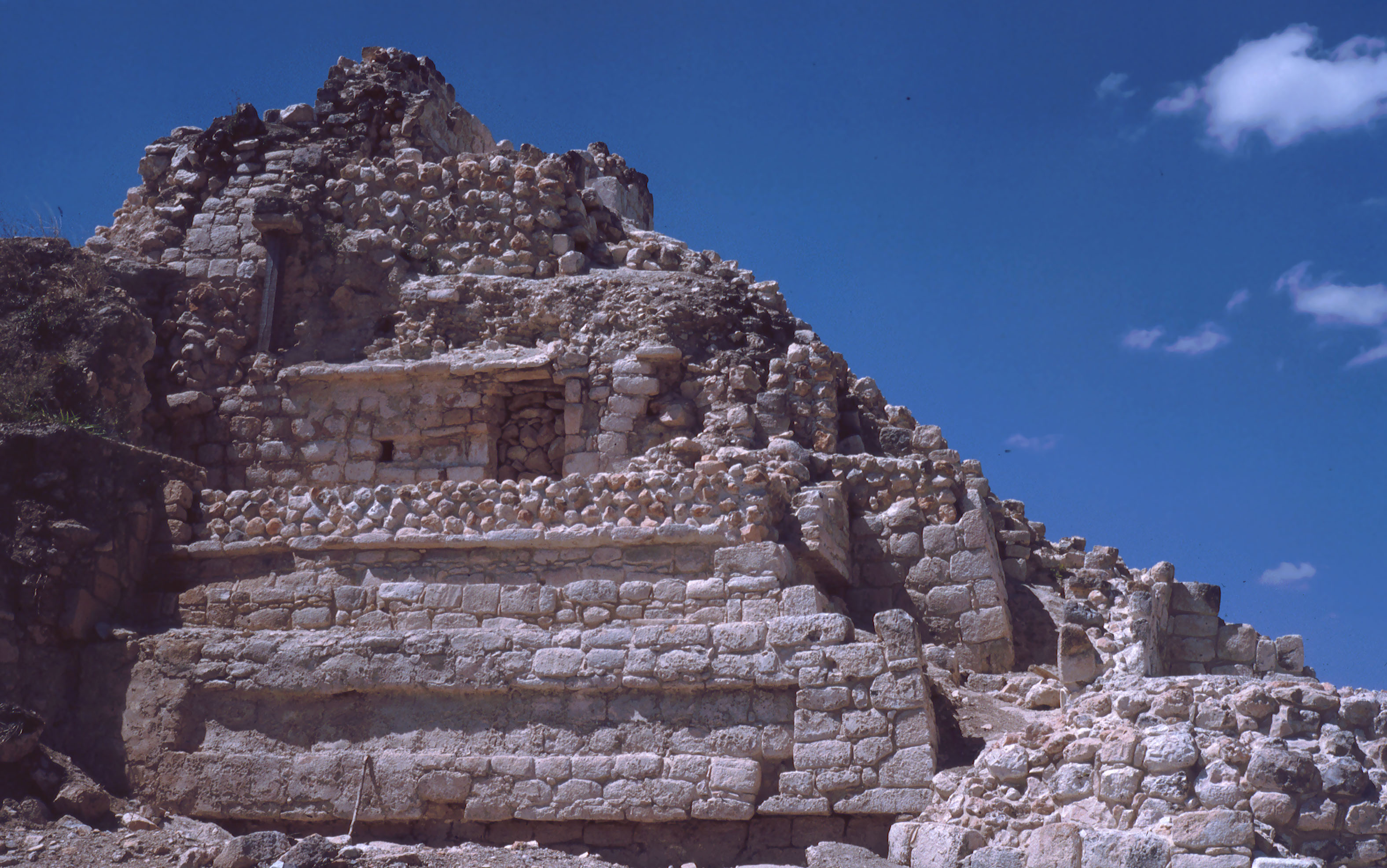
Hauptpyramide der Gruppe May, Ostseite des frühen Gebäudes mit verschlossenen Eingang

Die Gruppe umfasst die höchste und bedeutendste Pyramide der Stadt. Die im Kopf angegebenen Koordinaten entsprechen dieser Pyramide. Ihre Baugeschichte gibt einzigartigen Aufschluss über die Entwicklung des Puuc-Stils und die Bedeutung von Oxkintoc in diesem Prozess.
Ursprünglich, im frühen Klassikum, befand sich hier ein zweistöckiges Gebäude. welches im Inneren der Pyramide weitgehend erhalten geblieben ist. Dank der Ausgrabungen von 1987 bis 1990 sind viele Details bekannt: Dieses erste Bauwerke entsprach weitgehend dem Satunsat. Es hatte zwei Stockwerke mit schmalen, gangartigen Räumen, die dort niedrig waren und die charakteristischen getreppten Gewölbe aufwiesen. Das erste Stockwerk verfügte über vier, vielleicht fünf dieser Räume, die in Ost-West-Richtung angeordnet waren. An den beiden Seiten verlief je ein Raum rechtwinklig über die gesamte Tiefe des Gebäudes. Da während der Ausgrabung diese Räume nicht vollständig freigelegt werden konnten, um die Stabilität des Gesamtgebäudes nicht zu gefährden, ist nicht bekannt, wie die Verbindung zwischen den einzelnen Räumen gewährleistet war. In Analogie zum Satunsat kann man annehmen, dass dies durch kurze Verbindungsgänge nahe der Mitte der Räume erfolgte. Ebenso ist die ursprüngliche Verbindung zum zweiten Stockwerk nicht bekannt, es existiert aber eine später eingebaute Treppe. Das zweite Stockwerk bestand aus zwei langen Räumen in Ost-West-Richtung, die breiter waren, aber dieselbe Gewölbekonstruktion hatten. Die größere Breite war möglich, weil darüber keine weiteren Konstruktionen lagen. An beiden Seiten besaß zumindest der vordere Raum einen schmalen Eingang von einer außen, auf dem Dach des darunter liegenden Querraumes umlaufenden Plattform. Die Fassade dieses Baues entspricht dem frühen Oxkintoc-Stil: über einer glatten Wand ohne Sockel ragt die obere Wandfläche etwas vor. Sie ist leicht nach innen geneigt und trägt eine breite Umrahmung einer etwas eingesenkten Fläche und erinnert insofern an Varianten des Tablero-Talud-Systems von Teotihuacan.
Ungefähr 150 Jahre später, im mittleren Klassikum, fand ein radikaler Umbau statt. Die unteren Teile der alten Außenfassade wurden entfernt und zwei Stufen eines pyramidenartigen Baues errichtet. Da sich diese wie ein Mantel um das ältere Gebäude legten, musste seine Stabilität erhöht werden, weshalb die inneren Räume und Gänge mit Geröll angefüllt wurden. Vor die Pyramide wurde eine Treppe gesetzt, die ungefähr die Breite des Tempelgebäudes hat, das auf der oberen Plattform der Pyramide errichtet wurde. Es bestand aus zwei parallelen, hintereinandergelegenen Räumen. Der vordere Raum hatte drei Eingänge. Noch später kam es zu einer weiteren Ausgestaltung der Pyramide. Zu beiden Seiten der Treppe wurden auf zwei Niveaus kleine, einräumige Bauten errichtet, die jeweils drei Eingänge, getrennt mit Mauerscheiben aufwiesen. Vor der Treppe entstand ein kleiner altarartiger Sockel.

### Nördlicher Hof

#### MA-8
Unter dieser Bezeichnung wird das lange, hallenartige Gebäude verstanden, das unmittelbar nordwestlich der Pyramide steht und den Hof nach Westen einrahmt. Bauten dieser Art sind typologisch spät anzusetzen.

#### MA-9
Die lange Zeit der Nutzung der Gruppe wird belegt durch ein Gebäude aus fünf Räumen, die eine Aufteilung aufweisen, die sich außer in Uxmal im Puuc-Gebiet nur selten findet, aber das Standardmuster im Chenes-Stil ist. Hinter einer Reihe von vier Räumen (die gerade Zahl ist eigentlich unüblich, wird aber durch fünf Eingänge verheimlicht) liegt zentral der fünfte Raum, der nur durch den davor liegenden zugänglich ist. Die Fassade (auch wenn die obere Wandhälfte nicht erhalten ist) weist das Gebäude dem Puuc-Säulchen-Stil zu: der zwei- oder dreigliedrige Sockel mit einem eingesenkten mittleren Band aus relativ hohen Säulchen, die glatte untere Wandfläche, unterbrochen von Gruppen von drei Säulchen und zwei Gruppen von sieben Säulchen zu beiden Seiten des mittleren Eingang, während die Wand der Rückseite glatt ist. Darüber liegt das dreigliedrige mittlere Gesims mit geböschtem unterem Band, eingesenkter Säulchenreihe und glattem oberen Band. Hinzu kommen die typischen drei die ganze Wandhöhe einnehmenden Säulchen an den Ecken. Es fällt auf, dass der nach hinten vorspringende fünfte Raum offenbar zu einem späteren Zeitpunkt angesetzt wurde und einen Sockel ohne Säulchenband aufweist.

### Westlicher Hof
Von den Bauten der Umrahmung des Hofes sind nur die niedrigen ersten Steinreihen der Wände erhalten geblieben. In der Mitte des Platzes liegen zwei rechteckige Altarplattformen.

## Gruppe Ah Canul
Östlich der Gruppe May liegt die als Ah Canul bezeichnete Plattform, die eine etwas größere Fläche einnimmt. Auch die innere Struktur ist ganz unterschiedlich: Die Gruppe verfügt über drei Pyramiden ähnlich MA-1, dagegen sind die Höfe weniger deutlich ausgeprägt und kleiner. Die Pyramiden gehören zu den ältesten Bauten dieser Gruppe, nur das Gebäude CA-3 ist älter.

### CA-3

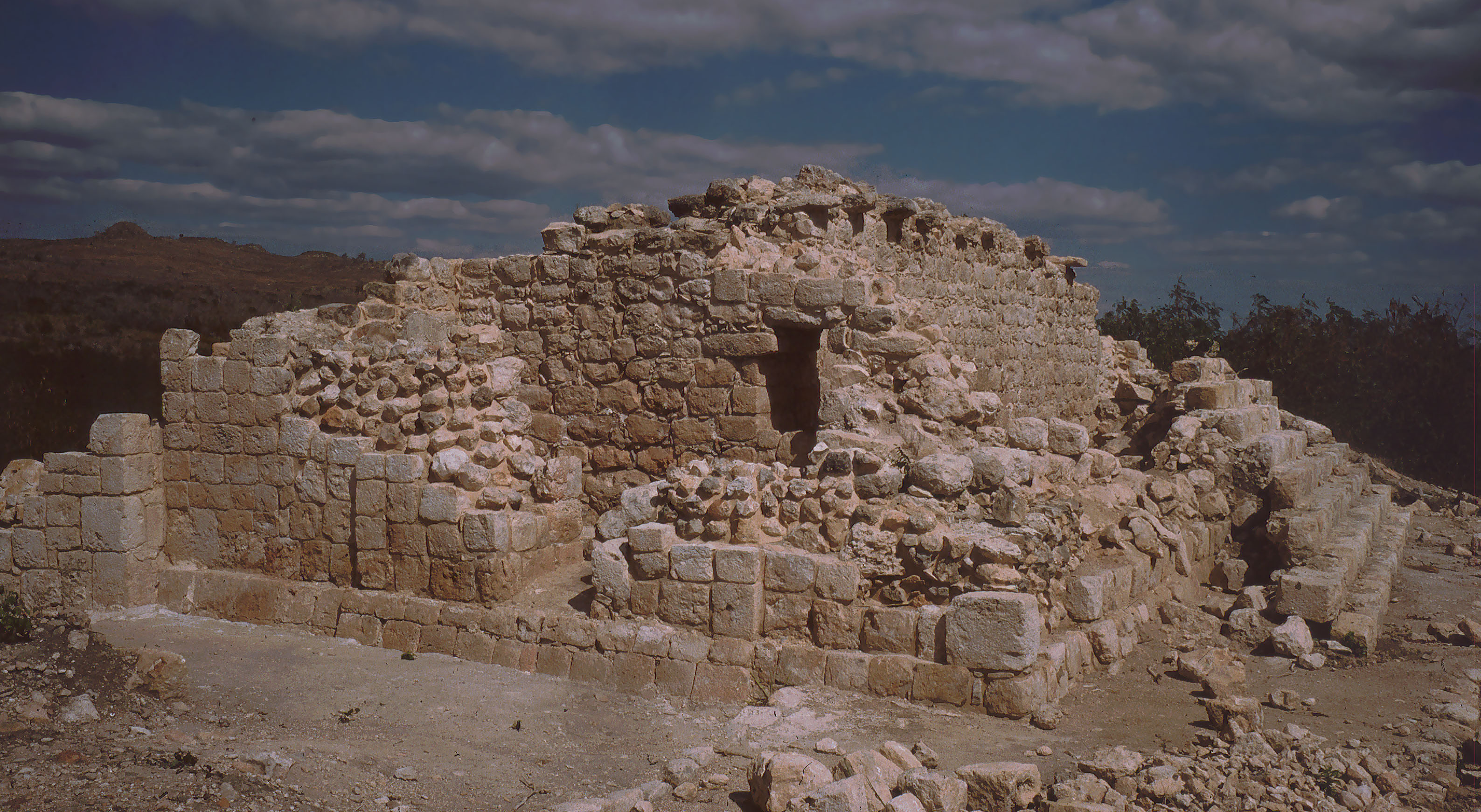
Gebäude Ah Canul 3

Das vermutlich älteste Gebäude (vermutlich 300 bis 400 n. Chr.) der Gruppe liegt an ihrem äußersten nördlichen Rand und weicht auch in der Orientierung von den übrigen Bauten ab. Es besteht aus drei relativ langen gangartigen Räumen in Ost-West-Richtung, von denen die beiden südlichen nur durch einen seitlich im Westen vorgelagerten quer verlaufenden Raum mit Eingang vom Westen zu betreten sind. Von Süden führte eine Treppe zu einem zweiten sehr kleinen Stockwerk, von dem heute keine Spuren mehr erhalten sind. Wandgestaltung und Fassade weisen das Gebäude dem frühen Oxkintoc-Stil zu.

### CA-5 und CA-6

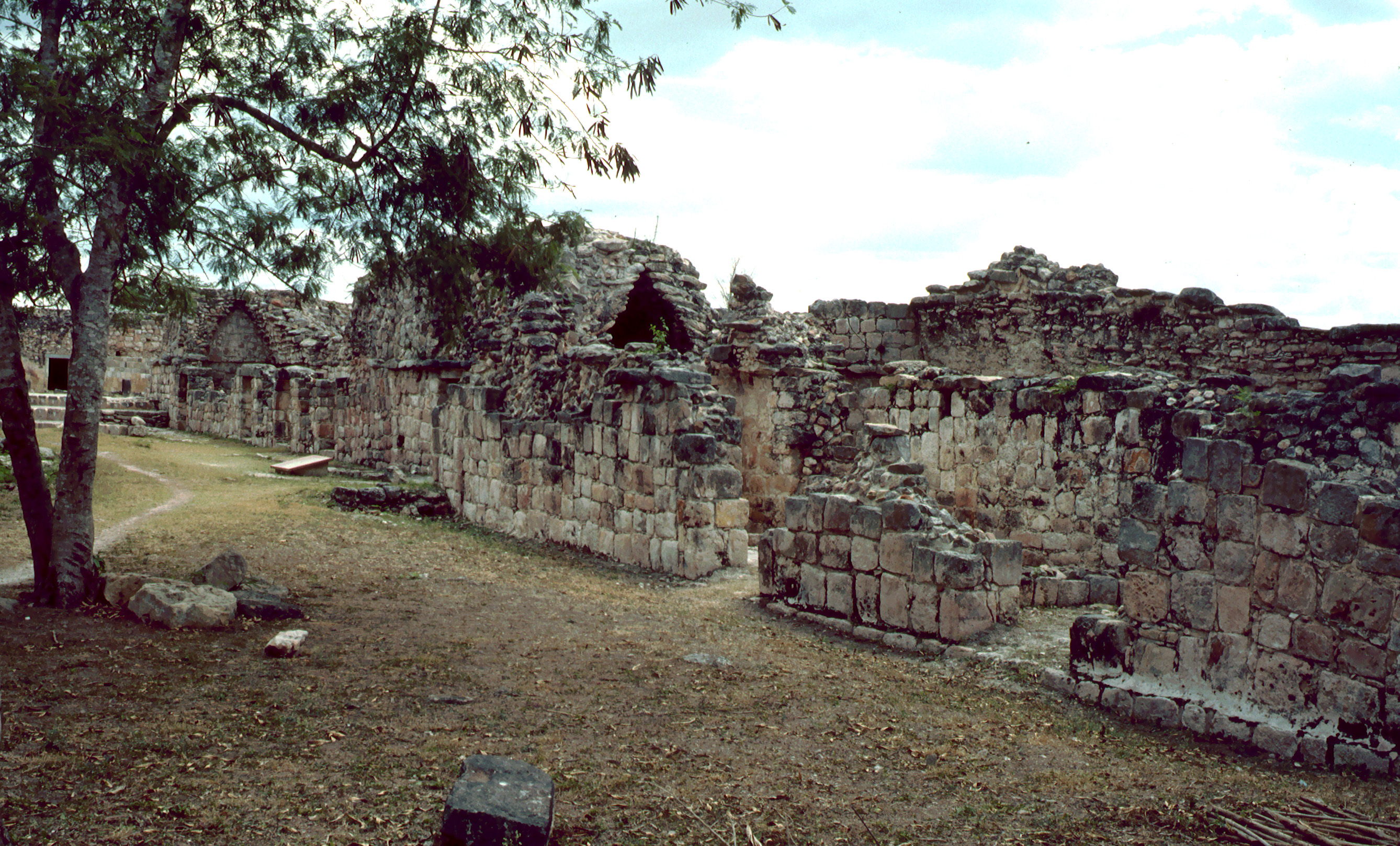
Gruppe Ah Canul, Gebäude 5 und 6, Übergang vom frühen Oxkintoc-Stil zum Proto Puuc-Stil

Nahe dem südlichen Rand der Plattform liegen die zwei miteinander verbundenen Gebäude, die den Übergang zum Proto-Puuc-Stil dokumentieren, wobei das Gebäude CA-5 etwas früher entstanden ist. Es zeigt einen in sich symmetrisch abgeschlossenen Grundriss, der aus drei langen Räumen in Ost-West-Richtung besteht, wobei die Schauseite im Norden liegt, wo drei Eingänge in den außen liegenden Raum führen, von dem drei Durchgänge, versetzt zu den äußeren, in den innen liegenden Raum führen, der durch eine Querwand in zwei Räume unterteilt wurde. Der südliche Raum besitzt wieder drei Eingänge von außen, aber keine direkte Verbindung zum mittleren Raum. Eine Verbindung der beiden äußeren Räume wird aber durch die beiden rechtwinklig verlaufenden Räume an den beiden Enden des Gebäudes gewährleistet, die neben einem Eingang von außen auch Durchgänge zu den beiden äußeren Räumen besitzen. In diesem Muster der Kombination von langen Räumen mit versetzten Verbindungen untereinander und Zugangsmöglichkeit über quer verlaufende Räume an den Querseiten des Gebäudes spiegelt sich das Konzept des Satunsat und des ersten Gebäudes der späteren Pyramide MA-1. Allerdings ist hier kein weiteres Stockwerk aufgesetzt worden, weshalb auch Innentreppen fehlen.
Das als CA-6 bezeichnete später errichtete Gebäude schließt östlich in der Weise an das beschriebene an, dass der ursprüngliche Außeneingang des östlichen Querraumes nun seitlich in einen der drei Vorderräume des neuen Gebäudes mündet, das nur über zwei Reihen von Räumen verfügt. Dem Symmetriestreben folgend öffnen sich fünf Eingänge nach Norden, die zu drei Räumen führen (der mittlere hat also drei Eingänge). Aus jedem der Räume führt ein Durchgang, versetzt gegenüber den Eingängen, in drei hintere Räume. Nur einer hatte auch einen Ausgang nach Süden. Am östlichen Ende des Gebäudes liegt ein kleiner, quer verlaufender Raum, der einen mittig liegenden Eingang und einen Durchgang in einen kleinen Raum in der zweiten Reihe hat. Dieser letzte Durchgang wird von einem steinernen Türbalken überspannt, der hier eine sekundäre Verwendung gefunden hat. Das in seinem Hieroglyphentext nicht vollständig erhaltene Datum in der Langen Zählung entspricht ungefähr dem Jahre 476. Bei einem ähnlichen Türbalken über einem der Durchgänge fehlt der Anfang, der ebenfalls ein Datum der Langen Zählung beinhaltete. Der erhaltene Text beginnt mit einer Angabe aus der Zählung der Mondumläufe, die isoliert keine weitere Information bietet, und einem Text der vermutlich sagte „dann wurde der Türbalken seines Hauses eingesetzt“. Vorläufige Lesungen machen auch eine dynastische Beziehung zu dem entfernt gelegenen Fundort Resbalón wahrscheinlich. Der Herrscher dieses Ortes Hok' Mah Balam wäre demnach Sohn des namentlich nicht bekannten Herrschers von Oxkintoc gewesen. Bekannt ist auch dessen Mutter (ihr Name wird mit Jaguar der Wasserhyazinthen übersetzt) und ein ihr generationsmäßig ungefähr entsprechender Herrscher A, der auf Inschriften in Oxkintoc und Resbalón genannt wird.
Die Fassade dieses Baues war über dem schlichten mittleren Gesims mit einer dicken Schicht von Stuckornamenten verziert. Aus den aufgefundenen zerbrochenen Resten lässt sich auf Tier- und Menschendarstellungen schließen.

### CA-7

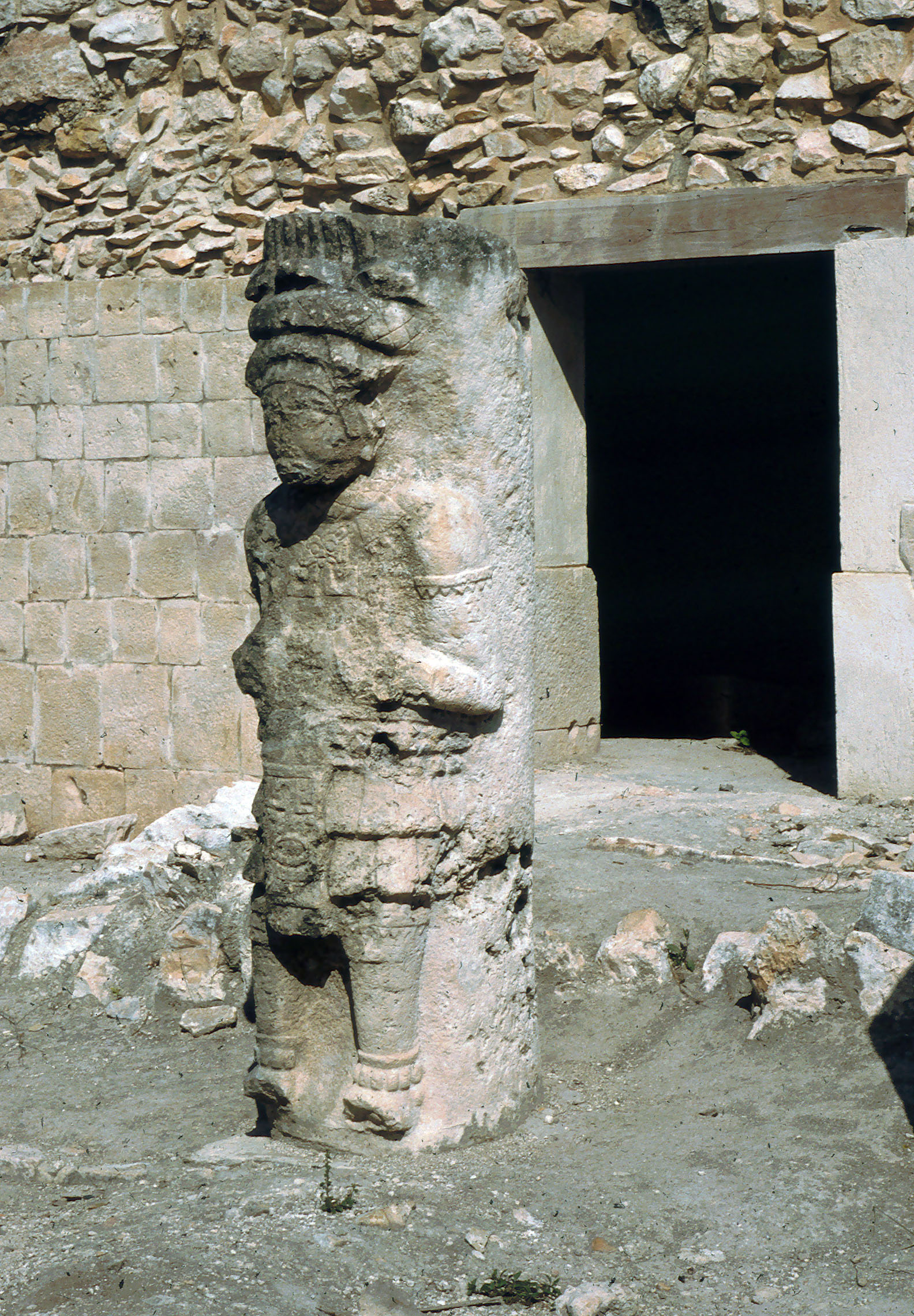
Skulptierte Eingangssäule im „Palacio Ch’ich“ der Gruppe Ah Canul

Östlich des mittelgroßen Hofes, der im Osten an die beiden beschriebenen Gebäude anschließt, befindet sich ein auffälliges Gebäude, das durch Portale mit in Flachrelief gestalteten Säulen hervorsticht. Das auch als „Palacio Ch’ich“ bezeichnete Gebäude ist mit 11 Innenräumen auf einer Ebene für Oxkintoc ungewöhnlich groß. Der Grundriss ist eher konventionell und verbindet architektonisch die östlich und westlich vor dem Gebäude liegenden Höfe. Drei Reihen von Nord-Süd ausgerichteten Räumen werden an den beiden Enden von jeweils zwei quer verlaufenden Räumen begrenzt. Diese haben im Gegensatz zu den älteren Bauten aber nicht mehr die Aufgabe der Verbindung zwischen den langen Räumen und sind außerdem, bis auf den westlichsten, durch Quermauern in jeweils drei Räume unterteilt. Die beiden seitlichen haben Verbindungstüren zueinander, sodass man von der einen zur anderen Seite des Gebäudes gelangen kann. Der Raum an der westlichen Frontseite ist nicht unterteilt, er hat seitliche Durchgänge zu den ersten der seitlichen Räume, die anderen sind nur von außen zugänglich. Die Fassade ist nur fragmentarisch erhalten. Dennoch lässt sich feststellen, dass der „Palacio Ch’ich“ zweifellos dem Übergang zwischen dem frühen Puuc-Stil und dem Säulchenstil angehört, denn er verbindet die Charakteristika beider. Auch die bei den Grabungen vorgefundene Keramik gehört dem Mittleren Klassikum und späteren Zeiten an. Zum frühen Puuc-Stil passen die mit figürlich skulptierten Säulen unterteilten Portale im Westen, wobei der mittlere Eingang zwei, die seitlichen je eine Säule aufweisen. Die erhaltene Fassade gliedert sich in einen Sockel aus einer vorstehenden Steinreihe und die untere Wandfläche, die zwischen den Türen mit einzeln stehenden Säulchen und Steinmosaikdekor in senkrechten Bändern dekoriert ist – typisch für den Säulchenstil. Die höher gelegenen Teile der Fassade sind nicht erhalten. Auch die Gewölbekonstruktion ist für den frühen Puuc-Stil zu weit entwickelt.

### CA-9

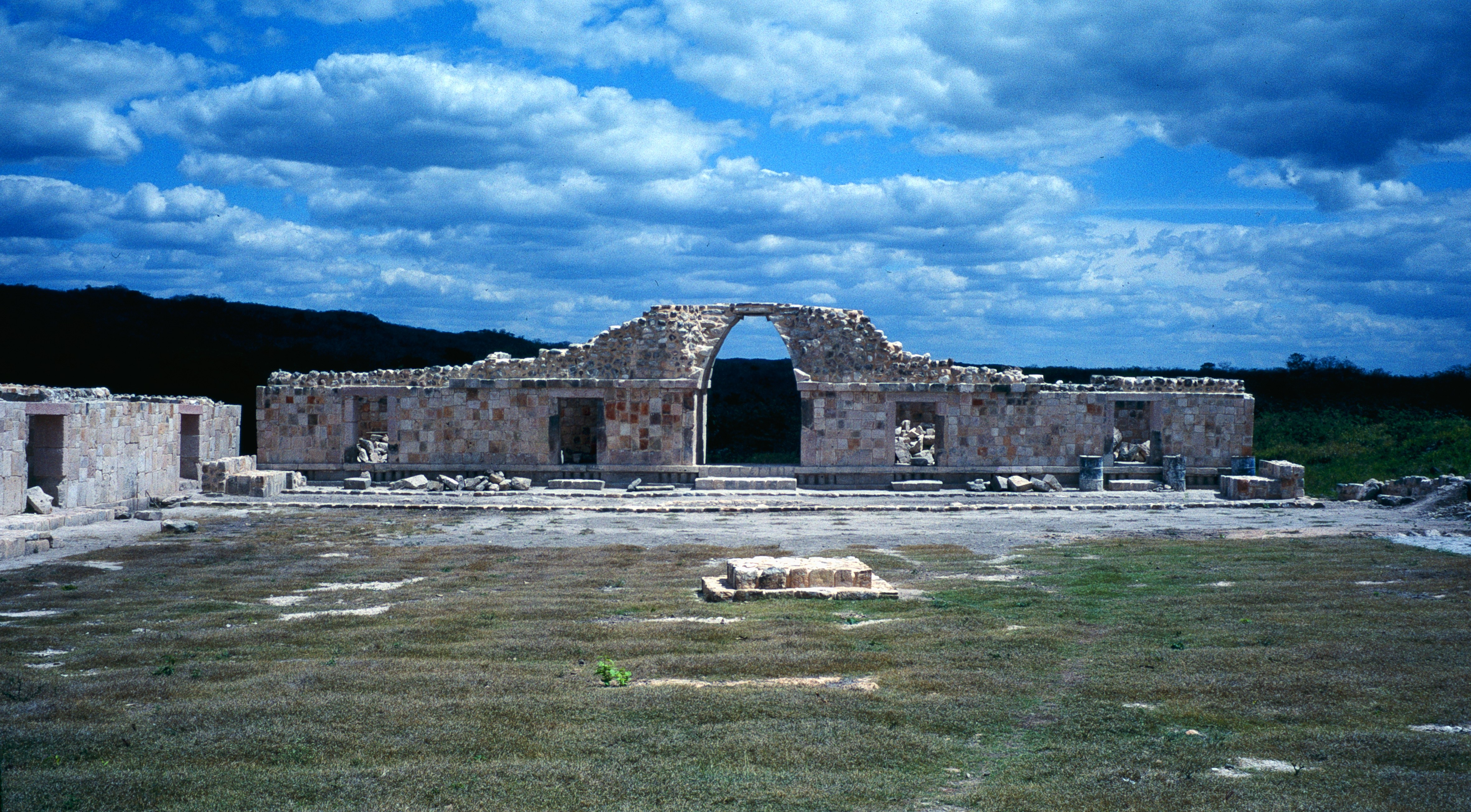
Gebäude 9

Das Gebäude steht am äußersten östlichen Rand der Gruppe. Es handelt sich um zwei getrennte Baukörper (was bei der Vergabe der Nummerierung noch nicht bekannt war), die jeweils einfache Reihen von Räumen aufweisen. Das östliche Gebäude mit vier Räumen weist in der Mitte einen Durchgangsbogen auf. Dieses Gebäude ist der Säulchen-Variante des Puuc-Stils zuzurechnen, denn der Sockel zeigt das für diesen Stil typische, dreigliedrige Bild mit einem eingesenkten mittleren Band, in dem glatte Abschnitt mit Gruppen von vier Säulchen abwechseln. Wegen der starken Zerstörung ist die Rekonstruktion der oberen Teile des Gebäudes und des Bogens hypothetisch. Das nördliche Gebäude, mit fünf Räumen nach Süden, scheint stilistisch früher anzusetzen zu sein, denn es weist keinen oder nur einen minimalen Sockel auf. Das Gesims scheint nach der Rekonstruktion zumindest ein abgeschrägtes Band besessen zu haben, was nicht mit dem übrigen Befund korrespondiert. Auffällig sind die übergroßen Wandsteine an der westlichen Seitenwand.

## Chronologie

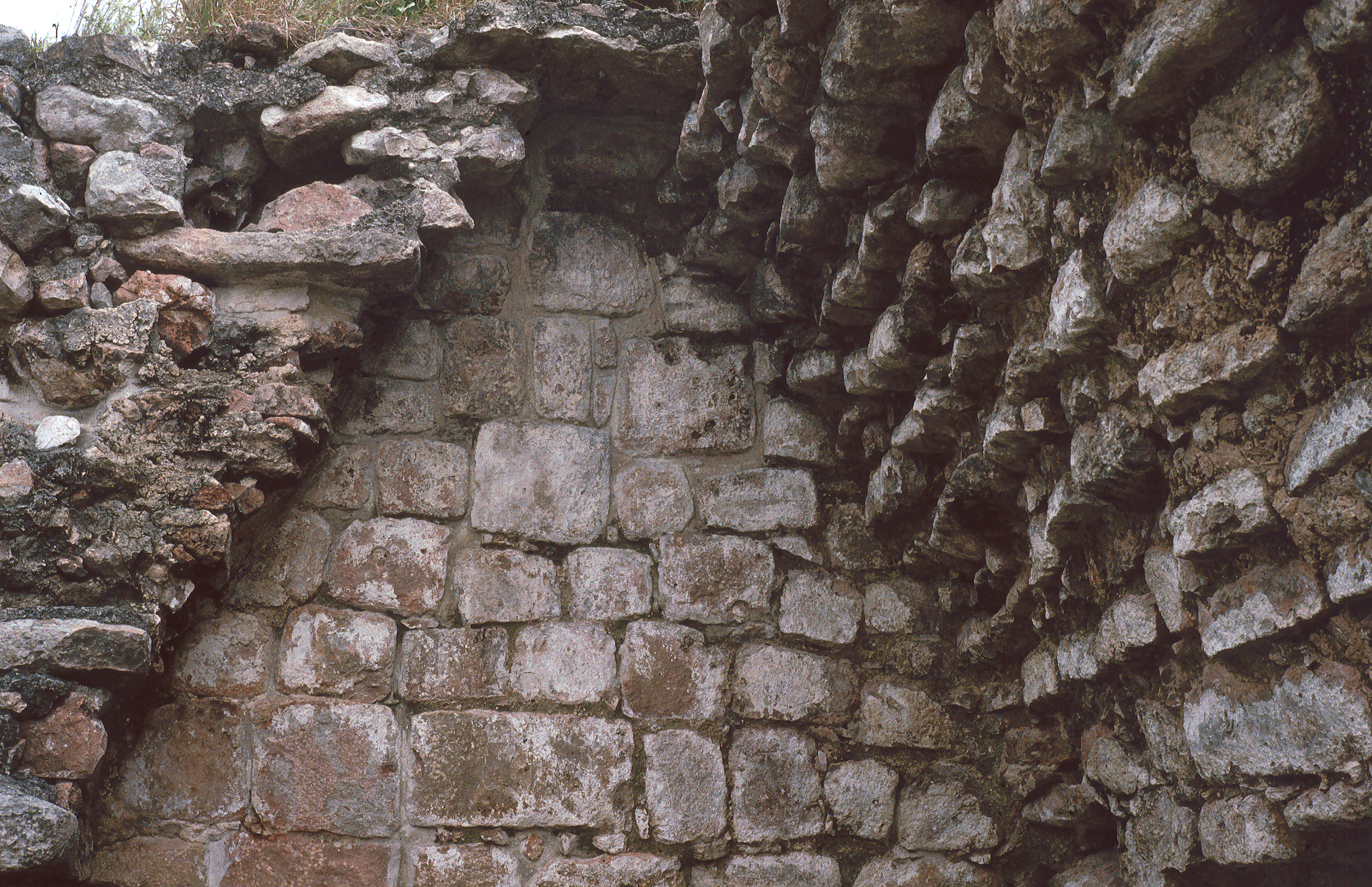
Steinlagengewölbe, Übergang von frühem Oxkintoc-Stil zu Proto Puuc-Stil

Oxkintoc fällt in vielen Beziehungen aus dem Rahmen der Puuc-Kultur. In archäologischer und baugeschichtlicher Hinsicht ist es die älteste bekannte größere Siedlung des Raumes. Oxkintoc ist namensgebend für den dem klassischen Puuc vorangehenden Architekturstil (Early Oxkintoc). Er ist gekennzeichnet unter anderem durch schmucklose Fassaden, große, unregelmäßige Wandsteine und einfache mittlere Gesimse mit einer einzigen vorkragenden Steinreihe. Die Gewölbe sind aus flachen plattenartigen Steinen ohne weitere Bearbeitung gebildet, die schräg nach aufwärts im Mauerwerk verankert sind (Steinlagengewölbe) und keine glatte Oberfläche bilden. Teilweise entsteht auch eine getreppte Oberfläche. Daneben treten in Oxkintoc auch Bauten und Baukomplexe aus allen späteren Phasen der Puuc-Architektur auf, außer dem späten Uxmal-Stil.

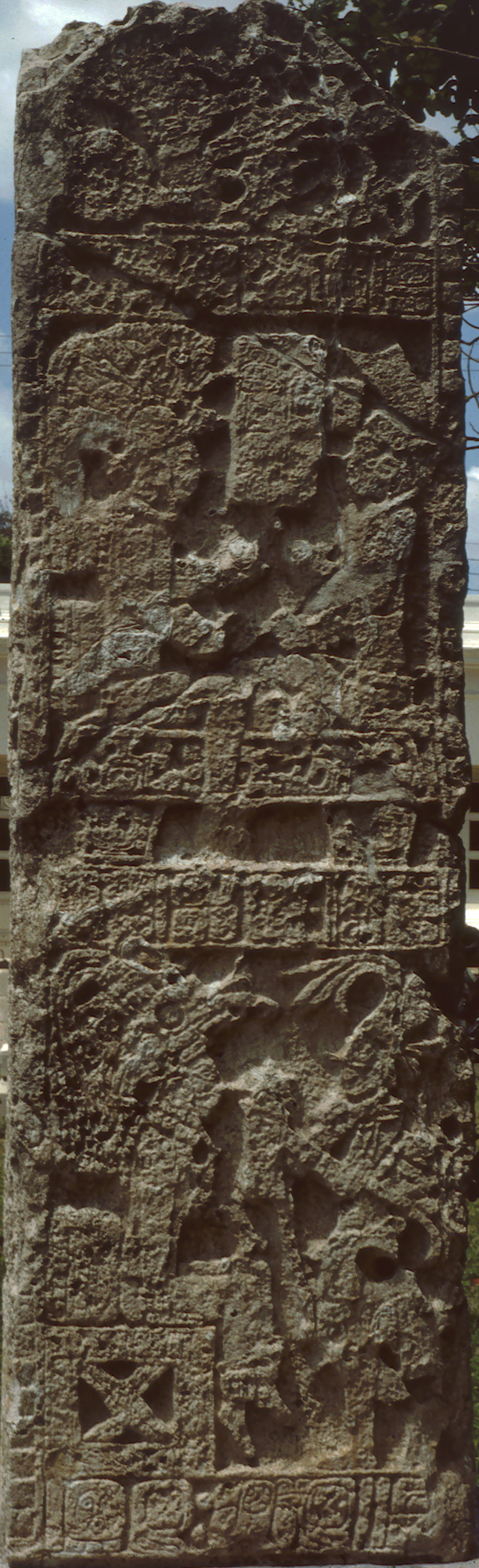
Stele 3 (26.11.849)

Oxkintoc gehört zu den am längsten kontinuierlich besiedelten Stätten des Raumes. Hier finden sich auch die frühesten Inschriften, die Daten zwischen 476 und 507 tragen. Andererseits gibt es hier auch Inschriften aus dem 8. und 9. Jahrhundert.
| Monument            | Datum (julianischer Kal.) | Maya Lange Rechnung |
| Türbalken 1         | ca. 476                   | 9.2.?.?.?           |
| Misc. 18            | 486                       | 9.2.10.0.0          |
| Türbalken 11, 13    | 18.2.487                  | 9.2.11.16.17        |
| Türbalken 16        | 1.12.507                  | 9.3.13.0.9          |
| Ballspielplatz Ring | 24.1.714                  | 9.14.2.3.2          |
| Treppe 2            | 15.11.73                  | 9.15.2.5.0          |
| Stele 20            | 5.5.751                   | 9.16.0.0.0          |
| Misc. 4A            | 20.1.771                  | 9.17.0.0.0          |
| Stele 3             | 26.11.849                 | 10.1.0.0.0          |
| Stelen 9, 21        | 5.10.859                  | 10.1.10.0.0         |